# Polnischer Fußballpokal 2001/02

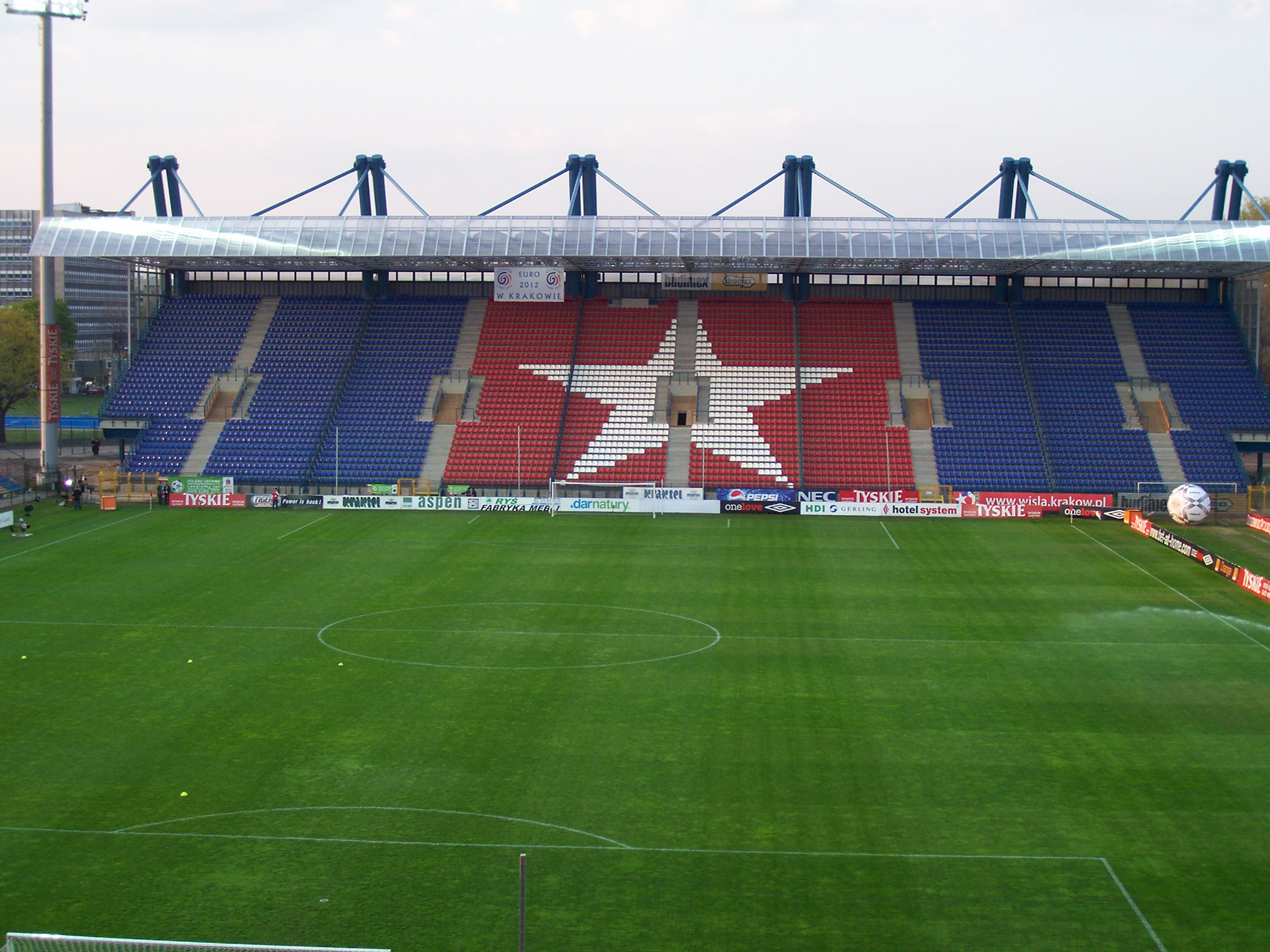
Henryk-Reyman-Stadion in Krakau, Austragungsort des zweiten Finalspiels

Der Puchar Polski 2001/02 war die 48. Ausspielung des polnischen Pokalwettbewerbs. Die erste Runde wurde am 12. September 2001 ausgespielt. Der Wettbewerb wurde mit zwei Finalspielen am 7. Mai 2002 in Wronki und am 10. Mai 2002 in Krakau beendet.
Wisła Krakau gewann den nationalen Pokal zum dritten Mal in seinem achten Finale. Endspielgegner Amica Wronki stand in seinem vierten Finale und verlor dabei erstmals. Durch den Pokalsieg qualifizierte sich Wisła Krakau für die Teilnahme am UEFA-Pokal.
Titelverteidiger Polonia Warschau schied in der zweiten Runde aus.

## Teilnehmende Mannschaften
An der Hauptrunde nahmen 52 Mannschaften teil.
| 1. Liga 16 Vereine der Saison 2000/01 | 2. Liga 20 Vereine der Saison 2000/01 | 16 regionale Pokalsieger aus den Woiwodschaften der Saison 2000/01 |
| Wisła Krakau Pogoń Szczecin Legia Warschau Polonia Warschau (TV) Zagłębie Lubin Ruch Chorzów Amica Wronki GKS Katowice Odra Wodzisław Dyskobolia Grodzisk Śląsk Wrocław Widzew Łódź Górnik Zabrze OKS Stomil Olsztyn Orlen Płock Ruch Radzionków | RKS Radomsko KSZO Ostrowiec Świętokrzyski Gornik Polkowice Odra Opole LKS Ceramika Opoczno Górnik Łęczna Włókniarz Kietrz GKS Bełchatów Lech Posen Tłoki Gorzyce Świt Nowy Dwór Mazowiecki ŁKS Łódź Zagłębie Sosnowiec Hetman Zamość Polar Wrocław MKS Myszków Polonia Bytom Stal Stalowa Wola Lechia/Polonia Gdańsk Dolcan Ząbki | - Ermland-Masuren Polonia Elbląg - Großpolen Victoria Września - Heiligkreuz Pogoń Staszów - Karpatenvorland Stal Sanok - Kleinpolen KS Cracovia - Kujawien-Pommern Toruński KP - Lebus Pogoń Świebodzin - Lublin Orlęta Łuków - Łódź Widzew II Łódź - Masowien KS Łomianki - Niederschlesien Orzeł Wojcieszów - Oppeln Małapanew Ozimek - Podlachien Wigry Suwałki - Pommern Kaszubia Kościerzyna - Schlesien Rozbark Bytom - Westpommern Pogoń II Szczecin |

## Ausscheidungsspiele
Die Ausscheidungsspiele zur 1. Hauptrunde fanden am 12. September 2001 mit den Mannschaften der Plätze 13 bis 20 der 2. Liga der Saison 2000/01 statt.
| Datum      |                    | Ergebnis              |                       |
| ---------- | ------------------ | --------------------- | --------------------- |
| 12.09.2001 | MKS Myszków        | 7:0                   | Dolcan Ząbki          |
| 12.09.2001 | Hetman Zamość      | 3:0                   | Lechia/Polonia Gdańsk |
| 12.09.2001 | Zagłębie Sosnowiec | 2:2 n. V. (5:6 i. E.) | Stal Stalowa Wola     |
| 12.09.2001 | Polar Wrocław      | 1:0                   | Polonia Bytom         |

## 1. Runde
Die Spiele der 1. Runde fanden am 18. und 19. September 2001 statt. Es nahmen die Gewinner der Ausscheidungsspiele, die Regionalvertreter der Woiwodschaften sowie die Mannschaften der Plätze 1 bis 12 der 2. Liga in der Saison 2000/01 teil.
| Datum      |                      | Ergebnis              |                              |
| ---------- | -------------------- | --------------------- | ---------------------------- |
| 18.09.2001 | Wigry Suwałki        | 1:2                   | Świt Nowy Dwór Mazowiecki    |
| 18.09.2001 | Widzew II Łódź       | 0:2                   | Hetman Zamość                |
| 19.09.2001 | Cracovia             | 2:2 n. V. (1:4 i. E.) | Lech Posen                   |
| 19.09.2001 | Pogoń Staszów        | 2:3                   | MKS Myszków                  |
| 19.09.2001 | Toruński KP          | 0:3                   | RKS Radomsko                 |
| 19.09.2001 | Kaszubia Kościerzyna | 1:3                   | ŁKS Łódź                     |
| 19.09.2001 | Orlęta Łuków         | 2:5                   | KSZO Ostrowiec Świętokrzyski |
| 19.09.2001 | Stal Sanok           | 0:1                   | Górnik Łęczna                |
| 19.09.2001 | Małapanew Ozimek     | 1:1 n. V. (4:3 i. E.) | Tłoki Gorzyce                |
| 19.09.2001 | Polonia Elbląg       | 2:1                   | GKS Bełchatów                |
| 19.09.2001 | Rozbark Bytom        | 1:3                   | Odra Opole                   |
| 19.09.2001 | Victoria Września    | 1:0                   | Stal Stalowa Wola            |
| 19.09.2001 | Pogoń Świebodzin     | 2:1 n. V.             | Włókniarz Kietrz             |
| 19.09.2001 | KS Łomianki          | 1:6                   | LKS Ceramika Opoczno         |
| 19.09.2001 | Pogoń II Szczecin    | 1:3                   | Gornik Polkowice             |
| 19.09.2001 | Orzeł Wojcieszów     | 1:4                   | Polar Wrocław                |

## 2. Runde
Die Spiele der 2. Runde wurden am 9. und 10. Oktober 2001 ausgetragen. Es nahmen die Gewinner der 1. Runde teil. Hinzu kamen die 16 Mannschaften der 1. Liga aus der Saison 2000/01.
| Datum      |                              | Ergebnis                |                     |
| ---------- | ---------------------------- | ----------------------- | ------------------- |
| 09.10.2001 | Ruch Radzionków              | 2:3                     | Wisła Krakau        |
| 09.10.2001 | Śląsk Wrocław                | 0:1 n. V.               | Legia Warschau      |
| 09.10.2001 | Polar Wrocław                | 0:4                     | Amica II Wronki     |
| 09.10.2001 | KSZO Ostrowiec Świętokrzyski | 1:2                     | Odra Wodzisław      |
| 10.10.2001 | Polonia Elbląg               | 1:3                     | OKS Stomil Olsztyn  |
| 10.10.2001 | Małapanew Ozimek             | 0:6                     | ŁKS Łódź            |
| 10.10.2001 | Górnik Łęczna                | 3:0                     | Zagłębie Lubin      |
| 10.10.2001 | Świt Nowy Dwór Mazowiecki    | 1:0                     | Hetman Zamość       |
| 10.10.2001 | LKS Ceramika Opoczno         | 0:1                     | Orlen Płock         |
| 10.10.2001 | Pogoń Świebodzin             | 2:3 n. V.               | RKS Radomsko        |
| 10.10.2001 | MKS Myszków                  | 0:2                     | Gornik Polkowice    |
| 10.10.2001 | Victoria Września            | 0:3                     | Dyskobolia Grodzisk |
| 10.10.2001 | Górnik Zabrze                | 4:1                     | GKS Katowice        |
| 10.10.2001 | Widzew Łódź                  | 1:0                     | Polonia Warschau    |
| 10.10.2001 | Lech Posen                   | 0:0 n. V. (12:11 i. E.) | Pogoń Szczecin      |
| 10.10.2001 | Odra Opole                   | 1:2                     | Ruch Chorzów        |

## 3. Runde
Die Spiele der 3. Runde fanden am 10. und 11. November 2001 statt. Es nahmen die Gewinner der 2. Runde teil.
| Datum      |                           | Ergebnis  |                     |
| ---------- | ------------------------- | --------- | ------------------- |
| 10.11.2001 | Wisła Krakau              | 6:1       | OKS Stomil Olsztyn  |
| 10.11.2001 | Świt Nowy Dwór Mazowiecki | 2:0       | Górnik Łęczna       |
| 10.11.2001 | RKS Radomsko              | 1:2 n. V. | Legia Warschau      |
| 10.11.2001 | Gornik Polkowice          | 0:1       | Ruch Chorzów        |
| 10.11.2001 | Orlen Płock               | 3:2       | Widzew Łódź         |
| 10.11.2001 | Amica Wronki              | 3:2       | Odra Wodzisław      |
| 11.11.2001 | Lech Posen                | 0:2       | Dyskobolia Grodzisk |
| 11.11.2001 | ŁKS Łódź                  | 2:0       | Górnik Zabrze       |

## Viertelfinale
Ab dem Viertelfinale wurden die Gewinner in Hin- und Rückspielen ermittelt. Die erstgenannten Mannschaften hatten zuerst Heimrecht. Die Hinspiele fanden am 20. und 21. November 2001, die Rückspiele am 28. und 29. November sowie am 1. Dezember 2001 statt.
| Datum             |                | Gesamt |                           | Hinspiel | Rückspiel |
| ----------------- | -------------- | ------ | ------------------------- | -------- | --------- |
| 20./29.11.2001    | Legia Warschau | 3:4    | Ruch Chorzów              | 2:4      | 1:0       |
| 21./28.11.2001    | Orlen Płock    | 3:1    | Świt Nowy Dwór Mazowiecki | 1:0      | 2:1       |
| 21./28.11.2001    | ŁKS Łódź       | 3:6    | Wisła Krakau              | 2:2      | 1:4       |
| 21.11./01.12.2001 | Amica Wronki   | 3:2    | Dyskobolia Grodzisk       | 0:1      | 3:1       |

## Halbfinale
Die erstgenannten Mannschaften hatten zuerst Heimrecht. Die Hinspiele fanden am 6. März 2002, die Rückspiele am 9. und 10. April 2002 statt.
| Datum             |              | Gesamt |              | Hinspiel | Rückspiel |
| ----------------- | ------------ | ------ | ------------ | -------- | --------- |
| 06.03./09.04.2002 | Ruch Chorzów | 1:3    | Amica Wronki | 1:0      | 0:3       |
| 06.03./10.04.2002 | Orlen Płock  | 1:5    | Wisła Krakau | 1:2      | 0:3       |

## Finale
| Amica Wronki                           | Amica Wronki | Wisła Krakau | Wisła Krakau |
| -------------------------------------- | --- | --- | ------------ |
| Amica Wronki                           | \| 7. Mai 2002 in Wronki (Stadion Główny) \| \| Ergebnis: 2:4 (1:0) \| \| Zuschauer: 2.500 \| \| Schiedsrichter: Grzegorz Gilewski \| | \| 7. Mai 2002 in Wronki (Stadion Główny) \| \| Ergebnis: 2:4 (1:0) \| \| Zuschauer: 2.500 \| \| Schiedsrichter: Grzegorz Gilewski \| | Wisła Krakau |
| Amica Wronki                           | Grzegorz Szamotulski – Bartosz Bosacki, Marek Bajor, Dariusz Dudka (77. Piotr Mosór), Krzysztof Kowalczyk (61. Remigiusz Sobociński) – Jarosław Bieniuk, Dariusz Gęsior, Jerzy Podbrożny, Marek Zieńczuk – Jacek Dembiński, Tomasz Dawidowski (82. Grzegorz Król) Cheftrainer: Mirosław Jabłoński | Artur Sarnat – Kamil Kuzera, Bogdan Zając, Mariusz Jop, Marcin Baszczyński – Grzegorz Pater (55. Kalu Uche), Mirosław Szymkowiak, Kazimierz Moskal, Kamil Kosowski – Maciej Żurawski (84. Sunday Ibrahim), Tomasz Frankowski Cheftrainer: Henryk Kasperczak | Wisła Krakau |
| Amica Wronki                           | 1:0 Tomasz Dawidowski (18.) 2:1 Marek Zieńczuk (65.) | 1:1 Tomasz Frankowski (56.) 2:2 Kamil Kosowski (66.) 2:3 Maciej Żurawski (72.) 2:4 Kamil Kosowski (85.) | Wisła Krakau |
| Amica Wronki                           | Marek Bajor, Jarosław Bieniuk, Marek Zieńczuk | Mirosław Szymkowiak | Wisła Krakau |
| 7. Mai 2002 in Wronki (Stadion Główny) | | |              |
| Ergebnis: 2:4 (1:0)                    | | |              |
| Zuschauer: 2.500                       | | |              |
| Schiedsrichter: Grzegorz Gilewski      | | |              |

| Wisła Krakau                                   | Wisła Krakau | Amica Wronki | Amica Wronki |
| ---------------------------------------------- | --- | --- | ------------ |
| Wisła Krakau                                   | \| 10. Mai 2002 in Krakau (Henryk-Reyman-Stadion) \| \| Ergebnis: 4:0 (2:0) \| \| Zuschauer: 7.000 \| \| Schiedsrichter: Jacek Granat \| | \| 10. Mai 2002 in Krakau (Henryk-Reyman-Stadion) \| \| Ergebnis: 4:0 (2:0) \| \| Zuschauer: 7.000 \| \| Schiedsrichter: Jacek Granat \| | Amica Wronki |
| Wisła Krakau                                   | Artur Sarnat – Marcin Baszczyński, Bogdan Zając, Arkadiusz Głowacki, Mariusz Jop – Grzegorz Pater (75. Kalu Uche), Mirosław Szymkowiak, Kazimierz Moskal, Kamil Kosowski (71. Tomasz Kulawik) – Maciej Żurawski (71. Ryszard Czerwiec), Tomasz Frankowski Cheftrainer: Henryk Kasperczak | Grzegorz Szamotulski – Bartosz Bosacki, Marek Bajor, Piotr Mosór, Krzysztof Kowalczyk – Krzysztof Piskuła (73. Przemysław Łudziński), Dariusz Gęsior, Jerzy Podbrożny, [[Marek Zień czuk]] (39. Grzegorz Król) – Jacek Dembiński, Tomasz Dawidowski (83. Remigiusz Sobociński) Cheftrainer: Mirosław Jabłoński | Amica Wronki |
| Wisła Krakau                                   | 1:0 Tomasz Frankowski (18.) 2:0 Maciej Żurawski (27.) 3:0 Tomasz Frankowski (83.) 4:0 Kalu Uche (90.) | | Amica Wronki |
| 10. Mai 2002 in Krakau (Henryk-Reyman-Stadion) | | |              |
| Ergebnis: 4:0 (2:0)                            | | |              |
| Zuschauer: 7.000                               | | |              |
| Schiedsrichter: Jacek Granat                   | | |              |